# Yelicones nipponensis
Yelicones nipponensis är en stekelart som beskrevs av Togashi 1980. Yelicones nipponensis ingår i släktet Yelicones och familjen bracksteklar. Inga underarter finns listade i Catalogue of Life.